# Jean-Claude Gautrand
Jean-Claude Gautrand, est un photographe, journaliste, écrivain, commissaire d'expositions et historien de la photographie français, né le 19 décembre 1932 à Sains-en-Gohelle et mort le 23 septembre 2019 à Paris.
En tant que photographe, on lui doit en particulier L'Assassinat de Baltard (1972) et Les Forteresses du dérisoire (Le Mur de l'Atlantique ou la grande illusion) (1977).
Historien de la photographie, il a publié des monographies sur Paris, sur la photographie de sport et sur les photographes notables comme Brassaï, Robert Doisneau, Willy Ronis et les frères Séeberger.

## Biographie
Jean-Claude Gautrand s'intéresse dès 1945 à la photographie, année où il saisit ses premiers clichés avec un petit Superfex. En 1956, il adhère au photo-club des PTT et découvre l'œuvre de Otto Steinert (Subjektive Fotografie).
En 1963, année de sa première exposition, il fonde le Groupe Gamma avec deux amis afin de réagir contre le conformisme pictural. Il cofonde le groupe d'avant-garde Libre Expression avec Jean Dieuzaide, Pierre Riehl, Georges Guilpin, André Bilet, André Senil, etc.
Jean-Claude Gautrand adhère en 1964 au Club photographique de Paris, groupe des 30×40 dont il deviendra le vice-président. Il publie son premier livre en 1968. Il est conseiller culturel et artistique en 1972 pour la photographie du Festival international d'art contemporain de Royan puis, en 1974, commissaire de l’exposition Filleuls et parrains aux Rencontres Internationales de la Photographie d’Arles, dont il deviendra membre du conseil d’administration de 1976 à 1995. 
En 1977, il fait partie de l'équipe rédactrice de L’Encyclopédie Prisma de la photographie. En 1978, il est membre du conseil artistique et du conseil d’administration de la Fondation Nationale de la Photographie à Lyon.
En 1989, il publie aux éditions Admira Visions du sport - photographies 1860-1960, anthologie rassemblant des photographies des frères Bisson, Étienne-Jules Marey, Eadweard Muybridge, Nadar, Lewis Hine, Adolphe Braun, Martin Munkácsi, George Hoyningen-Huene, Harold Edgerton, Jacques Henri Lartigue, André Kertész, László Moholy-Nagy, Alexandre Rodtchenko, Leni Riefenstahl, Willi Baumeister, Alfred Eisenstaedt, August Sander, Maurice Tabard, Pierre Boucher, Brassaï, René-Jacques, Gjon Mili, Raymond Voinquel, George Silk, George Rodger, Robert Capa, Jean Dieuzaide, Robert Doisneau, Henri Cartier-Bresson, etc.
En 1993, il devient membre du conseil d'administration du Centre régional de la photographie Nord Pas-de-Calais.
En 2001, il rejoint le conseil d’administration du Patrimoine photographique.
Jean-Claude Gautrand est membre fondateur de l’Association du Jeu de Paume depuis 2004.
Jean-Claude Gautrand est une personnalité reconnue dans le monde de la photographie, figurant ou cité dans de nombreux ouvrages tels Histoire de la photographie française de Claude Nori aux éditions Contrejour et Flammarion, le Who's Who, l’Encyclopédie internationale des photographes (Michel Auer), et Contemporary Photographers (éditions St-James Press). Il a été secrétaire général du prix Nadar de 1984 à 2006.
Il a collaboré à de nombreuses revues spécialisées Photo-Revue, Photographie Magazine, Photo journal, Le Photographe, Réponses Photo.
Jean-Claude Gautrand meurt le 23 septembre 2019 à Paris à l’âge de 86 ans

## Commissariat d'expositions
- 1980, Dix photographes pour le Patrimoine, Centre Beaubourg,  Paris.
- 1983, Images de l’image, Musée de La Poste, Paris
- 1984, 
  - René-Jacques, Fondation Nationale de la Photographie à Lyon.
  - Visions du sport, exposition itinérante (Paris, Lyon, Lausanne)
- 1990, Photo de famille, Grande Halle de La Villette, Paris.
- 1992, Réalisateur de la soirée Visions du sport aux Rencontres d'Arles

## Prix
- 1965, Prix de la FIAP (paysages).
- 1967, Grand Prix de la Photographie d’avant-garde en Espagne.
- 1968, Grand Prix des Arts de la Ville de Marseille attribué par le musée Cantini
- 1972  Mention du Prix du Livre des Rencontres d'Arles, France, pour le livre L'Assassinat de Baltard
- 1985-1986, Prix Vasari et Prix du livre des Rencontres d'Arles pour le livre Paris des photographes, tome 1
- 1986, Prix Lecuyer pour le livre Hippolyte Bayard, naissance de la photographie
- 1986  Mention du Prix du Livre des Rencontres d'Arles, France, pour le livre Paris des photographes

## Décoration
- 1984,  Chevalier de l'ordre des Arts et des Lettres

## Réalisations diverses
- 1992-1996, une série d’entretiens vidéo pour Paris Audiovisuel.
- 1996, illustration du catalogue Lohengrin pour l’Opéra Bastille.
- 1997, coréalisateur du film  Rétrovisions de Roger Pic.
- 1998, participation à la série TV L’Aventure Photographique de Roger Thérond.

## Expositions individuelles
- 1967, Société française de photographie, Paris
- 1968,
  - Fnac, Paris
  - Musée Cantini, Marseille.
- 1969, Galerie des Quatre Vents, Paris - Avignon
- 1970, Musée d'art moderne de la ville de Paris, Paris
- 1972, Centre international de séjour de Paris
- 1977, 
  - Artcurial, Photogalerie, Paris
  - Canon Galerie, Genève, Suisse
  - Galerie Château d'eau de Toulouse
  - Photographer's Gallery, Londres
  - Rencontres internationales de la photographie, Arles
- 1978,
  - Galerie 74, Vienne, France
  - Musée Nicéphore-Niépce, Chalon-sur-Saône
  - Fnac, Strasbourg, Metz
- 1979, Galerie Paule Pia, Anvers
- 1980, 
  - Mai des Flandres, Grignan
  - Week Gallery, Zurich
- 1982, Quinzaine de Cholet.
- 1983, Berner Photo Gallery, Berne, Suisse.
- 1997,
  - Mémoire des lieux et  des temps, Espace photographique de Paris.
  - Regards croisés, Centre des Bords de Marne, Le Perreux.
- 1999, Vallées englouties, Galerie J.P Gapihan, Paris
- 2002,
  - Itinéraire d’un photographe. 1960-2000, Roubaix et Villeneuve-la-Rivière
  - Hommage, Pavillon Baltard, Nogent-sur-Marne
  - Forteresses du dérisoire », Galerie Léon Herschtritt. Paris
- 2003, 
  - Itinéraire d’un photographe 1960-2000, Centre Régional de la Photographie Nord - Pas-de-Calais, Douchy-les-Mines
  - Bercy, une balade, Bercy Village.
- 2004,
  - Galerie W, Paris.
  - Chroniques arlésiennes, Centre Iris, Paris
- 2005,
  - Structures, Galerie Photo, Montpellier
  - Camp de Natzwiller-Struthof, Musée Réattu, Les Rencontres d'Arles
  - Itinéraire d’un photographe 1960 - 2005, Musée de La Poste, Paris
  - Les Boues rouges, Médiathèque de Cernay
- 2006, 
  - Construction et déconstruction, Galerie Philippe Chaume, Paris
  - Galerie Vrais Rêves, Lyon.
  - Travaux récents, Festival Regards, Villeneuve-la-Rivière.
- 2007,
  - Le Temps pour dire, Maison des Arts, Conches-en-Ouche
  - Pavillon Baltard, Salle Wateau, Nogent-sur-Marne.
  - Galerie W. Eric Landau, Paris
  - Métalopolis – Baltard, Galerie W., Paris
- 2008,
  - La Lumière de l’ombre, Médiathèque de Forbach
- 2010,
  - Paris, Mon Amour, Galerie Gadcollection, Paris.
- 2015
  - Itinéraire d'un photographe, Galerie Cèz'Art, Bessèges.
- 2018
  - Itinéraire d'un photographe, Galerie Argentic, Paris
- 2020
  - Rétrospective Jean-Claude Gautrand, Maupetit, côté Galerie, Marseille

## Expositions collectives
Les photographies de Jean-Claude Gautrand ont été présentées dans de très nombreuses expositions collectives, dont une sélection :
- 1972, Biennale de Paris
- 1981, Ten Contemporary French Photographes Santa Barbara Museum of Art et Lincoln Art Center, Santa Rosa
- 1995, Métamorphoses parisiennes, Pavillon de l'Arsenal, Paris
- 1998,
  - Paris sous l'objectif avec une tournée internationale dans le monde entier
  - Acquisitions récentes, Bibliothèque historique de la ville de Paris
- 2007, Nouvelles acquisitions, Musée Réattu, Arles

## Collections
Les œuvres de Jean-Claude Gautrand ont été acquises et sont présentes dans de nombreux musées, galeries et collections privées, notamment dans les lieux suivants :
- France :  Arles, Musée Réattu – Marseille, Musée Cantini – Paris BDIC, Bibliothèque nationale de France, Centre Pompidou, Maison européenne de la photographie, Musée Carnavalet - Histoire de Paris – Toulon, Musée d'art – Toulouse, Château d'eau.
- États-Unis : Houston, Museum of Fine Arts – Rochester, George Eastman House.

## Publications

### Livres consacrés à ses photographies
- 1968, Les Murs de Mai 1968, éd. Pensée et Action.
- 1972, L’Assassinat de Baltard, éd. Formule 13, Paris.
- 1974, Arts et métiers graphiques, no 90.
- 1977, 
  - Forteresses du dérisoire, introduction par Jean-Pierre Raynaud, Presse de la Connaissance - exclusivité Weber, Paris,  (ISBN 2-85889-016-1).
  - Catalogue monographie Galerie du Château d'eau de Toulouse
- 1978, Catalogue monographie du musée Nicéphore-Niépce, Chalon-sur-Saône
- 1993, Bercy. La dernière balade, avec Philippe Gautrand, éd. Marval, Paris.
- 1997, Mémoire des lieux et des temps ». Catalogue d’exposition, Espace photographique de Paris.
- 2003, Bercy, une balade, Catalogue d’exposition, Bercy Village.
- 2004, Chemin de traverses, Cinq photographes dans l’univers de Jean Giono, Manosque.
- 2005, 
  - Catalogue de l'exposition Camp de Natzwiller-Struthof, Musée Réattu, Arles.
  - Numéro spécial « Images » : « Itinéraire d’un photographe 1960-2005 », Paris.
- 2007, Le Pavillon Baltard, de Paris à Nogent, Éditions Idelle  (ISBN 978-2-9529614-0-0)
- 2018, Itinéraire d'un photographe, Éditions Bourgeno  (ISBN 978-2955749500)
- 2019, "Le jardin de mon père", Éditions Photo#graphie  (ISBN 978-2-9563898-4-2)

### Textes et livres divers
- 1980 :  Catalogue Dix photographes pour le Patrimoine, Ministère de la Culture et de la Communication.
- 1983 :
  - Kodak Publicité 1910-1939, éd. Contrejour.
  - Catalogue Images de l’image, Musée de La Poste
- 1985 : Paris des photographes, tome 1, éd. Contrejour/Paris Audiovisuel
- 1986 : Hippolyte Bayard, naissance de la photographie, Amiens, éd. Trois Cailloux (avec M. Frizot)
- 1987 : Le Temps des pionniers, coll. « Photo Poche », n° 30, éd. Centre national de la photographie.
- 1989 : Visions du sport - photographies 1860-1960, Aix-en-Provence, éd. Admira  (ISBN 2-90765-802-6)
- 1990 : En train, éd. La Manufacture.
- 1992 :  
  - René-Jacques, Chroniques d’époque, Éditions Belfond (ISBN 978-2-7144-2876-9)
  - Les Séeberger, Aventure de trois frères photographes, éd. La Manufacture.
- 1994 : 
  - Membre de l’équipe rédactrice de « la Nouvelle Histoire de la photographie » sous la direction de M. Frizot, Éditions Bordas.
  - Jean Dieuzaide - Yan, l’authenticité d’un regard, Paris, Éditions Marval (ISBN 2862341215).
- 1996 : Paris des photographes, tome 2, Éditions Marval.
- 1999 : 
  - Avoir 30 ans. Chroniques arlésiennes, Éditions Actes Sud (ISBN 978-2-7427-2340-9).
  - Paris mon Amour, Éditions Taschen, Cologne, Allemagne  (ISBN 978-3-8228-3541-8).
  - Blanquart Évrard, Centre Régional de la Photographie Nord - Pas-de-Calais  (ISBN 2-904538-62-3)
- 2000 : Roger Pic. Une vie d’histoire, Éditions Marval.
- 2003 : 
  - Robert Doisneau, Éditions Taschen.
  - Jean-Pierre Sudre, éditions Actes Sud
- 2004 : Brassaï, l’Universel, Éditions Taschen (ISBN 978-3-8365-0389-1).
- 2005 : Willy Ronis. Instants dérobés, Éditions Taschen (ISBN 978-3-8228-3958-4).
- 2011 : Paris, Portrait of a city[4], édition en trois langues, français, anglais, allemand, Éditions Taschen, Cologne, Allemagne  (ISBN 978-3-8365-0293-1) (BNF 42574172).